# Arrêt (informatique)
Pour les articles homonymes, voir Arrêt.
L'arrêt (shut down) ou l'interruption d’alimentation (power off) consiste à éteindre un système informatique de manière contrôlée.  Après la mise hors tension d'un système informatique, les composants principaux tels que les unités centrales de traitement, les modules de mémoire vive et les unités de stockage à disque dur sont mis hors tension. Certains composants internes, tel que l'horloge centrale, peuvent toutefois rester sous tension. L'arrêt peut aussi être involontaire, dans ce cas on parle d'arrêt « brutal » du système.
- Les arrêts volontaires peuvent correspondre à un besoin de maintenance, à un problème technique nécessitant un redémarrage, ou tout simplement (et plus couramment) pour ne pas laisser la machine allumée en permanence.
- Les arrêts involontaires peuvent être dus à une coupure de courant, une prise de contrôle de la machine par un pirate informatique, une défaillance matérielle ou logicielle (écran bleu de la mort par exemple), ou encore un virus.

Il existe deux moyens d'éteindre une machine :
- Couche logicielle : c'est le système d'exploitation qui va ordonner l'arrêt du système. Chaque système d'exploitation a son protocole d'arrêt. Par exemple, les systèmes de type Unix utilisent la commande halt.
- Couche matérielle : coupure manuelle du système par l'intermédiaire du bouton On/Off.

## Virus
Sous Microsoft Windows, des virus provoquant l'instabilité du noyau peuvent faire apparaître un message d'arrêt initié du système. Au bout du temps imparti (quelques dizaines de secondes), la machine contaminée s'éteint.